# 橫帶蠍魚
橫帶蠍魚（學名：Scorpis georgianus）為輻鰭魚綱日鱸目蠍魚科蠍魚屬的其中一種，傳統上歸類於鱸形目舵魚科。
本魚分布於澳洲海域，體長可達33公分，棲息在沿海海域，可做為食用魚。